# کنستانتین زایتسف
کنستانتین زایتسف (روسی: Константин Николаевич Зайцев؛ زادهٔ ۱۶ دسامبر ۱۹۸۳) بازیکن فوتبال اهل روسیه است.
از باشگاه‌هایی که در آن بازی کرده‌است می‌توان به باشگاه فوتبال متالورگ-۲ دونتسک، باشگاه فوتبال موردوویا سارانسک، باشگاه فوتبال تیومن، باشگاه فوتبال زسکا خاباروفسک، و باشگاه فوتبال استال کامیانسکه اشاره کرد.